# Compagnia del Bruco
La Compagnia del Piano di Ovile, detta anche Compagnia del Bruco, fu una delle Compagnie della città di Siena, meglio conosciute ancora oggi come "compagnie militari", sorta nel 1368 e poi scomparsa subito dopo il 1385.

## Storia
La Compagnia nacque a seguito di una petizione presentata dagli abitanti del Piano di Ovile al Comune di Siena, guidato dal neonato regime dei Riformatori, il 30 dicembre 1368. Nonostante i motivi dell'apparizione siano inerenti alla gestione territoriale, la Compagnia del Bruco è ricordata per la sua attività politica; in particolare fu protagonista assoluta della protesta sociale del 1370 per l'approvvigionamento di grano e della lotta tra fazioni dell'estate del 1371 in appoggio ai Riformatori al potere, nella fattispecie della componente governativa radicale e maggioritaria: il Popolo minuto.
Il 14 luglio di quell'anno la Compagnia partecipò e poi diresse una protesta dei sottoposti della manifattura tessile, dissenso degenerato in gravi scontri politici che sconvolsero la città di Siena per due settimane. Al culmine delle violenze la Compagnia del Piano di Ovile e gli stessi Riformarori riuscirono a prevalere soffocando una congiura ai loro danni. I fatti dell'estate del 1371 sono passati alla storia come la rivolta di Barbicone o, appunto, la sommossa del Bruco.
Con la caduta del regime dei Riformatori, il 23 marzo 1385, in capo a qualche mese cessò di esistere anche la Compagnia del Bruco, con le società di popolo cittadine che tornarono a essere 42, come prima del dicembre 1368. Pur non essendoci notizie certe sul perché della scomparsa, data la forte attività politica del Piano di Ovile in sostegno del regime, l'idea di una soppressione una volta caduto il governo è quantomeno possibile.